# Tetrodotoxină
Tetrodotoxina (cunoscută și sub denumirea de „tetrodox” TTX) este o neurotoxină extrem de puternică până în prezent fără antidot. Cercetări efectuate pe șoareci au arătat un posibil antidot dar trebuie alte teste pe subiecți umani pentru a demonstra eficacitatea acestuia.

## Mecanism de acțiune
Tetrodotoxina blochează potențialul de acțiune la nivelul canalelor de sodiu rapide, aceștia de regulă găsindu-se la nivelul neuronilor și a membranelor celulare. Locusul acestei toxine este localizat la nivelul canalelor de sodiu voltaj-dependente.